# San Rocco al Porto
San Rocco al Porto est une commune italienne d'environ 3 600 habitants située dans la province de Lodi, dans la région de Lombardie.

## Géographie
San Rocco al Porto est la dernière commune de la province de Lodi, puisqu'elle est située à l'extrême sud, à seulement 500 mètres de la rive gauche du Pô, le plus long fleuve italien.

## Histoire
La légende dit que saint Roch, malade de la peste, s'est arrêté aux environs de San Rocco al Porto pour se reposer et y a guéri, d'où ce nom de San Rocco.
Concernant al Porto, c'est en référence à un ancien port d'où les bateaux partaient vers la province de Plaisance.

### Personnalités nées à San Rocco al Porto
- Domenico Mezzadri, évêque de Chioggia de 1920 à 1936.

## Économie
L'un des plus grands magasins Auchan se trouve sur le territoire de la commune.

## Administration
| Période                                  | Période | Identité | Étiquette | Qualité |
| ---------------------------------------- | ------- | -------- | --------- | ------- |
|                                          |         |          |           |         |
| Les données manquantes sont à compléter. |         |          |           |         |

### Communes limitrophes
Fombio, Santo Stefano Lodigiano, Calendasco, Guardamiglio, Piacenza d'Adige

## Galerie

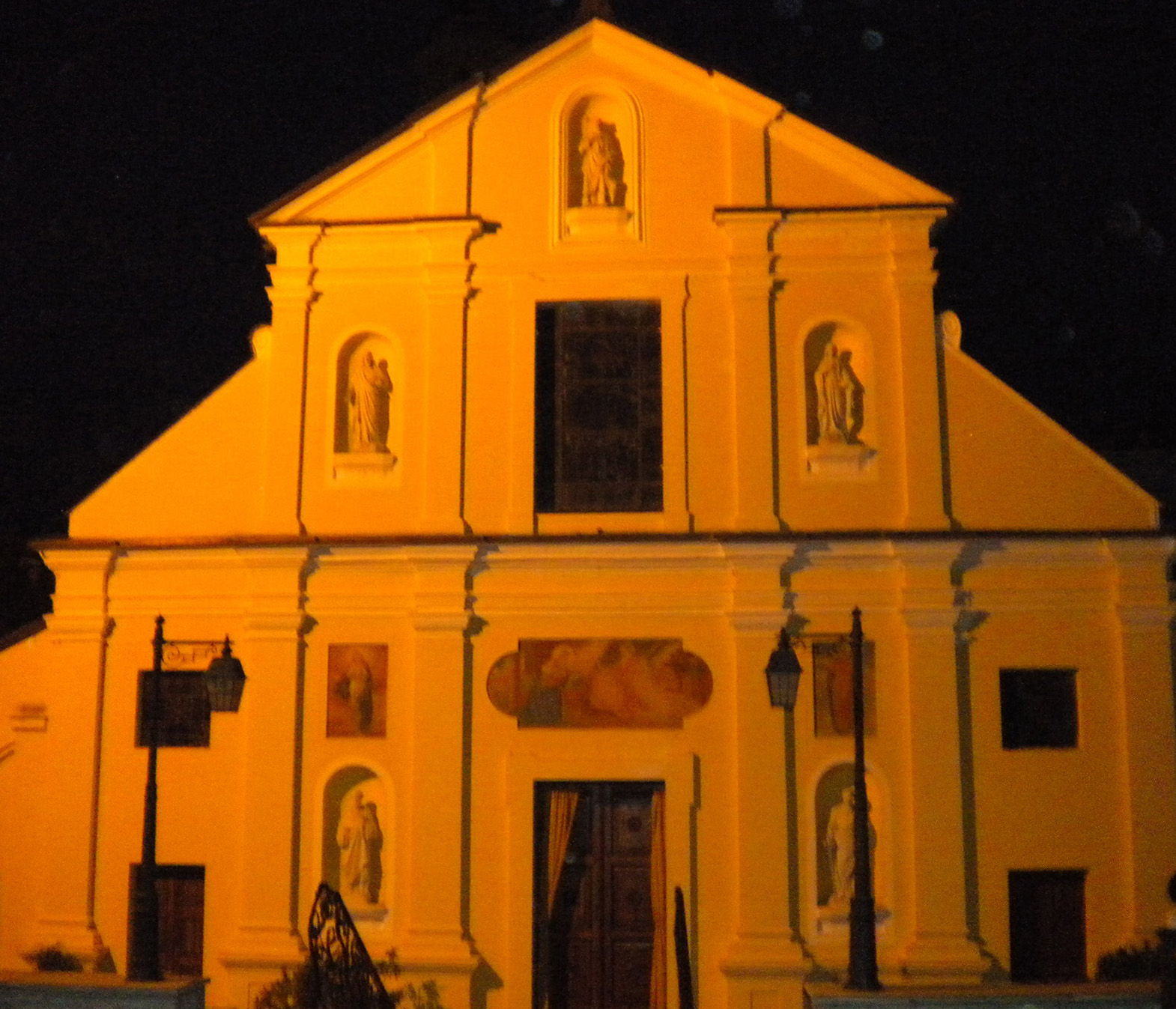
L'église de San Rocco la nuit